# Euphorbia rhabdotosperma
Euphorbia rhabdotosperma är en törelväxtart som beskrevs av Radcl.-sm.. Euphorbia rhabdotosperma ingår i släktet törlar, och familjen törelväxter. Inga underarter finns listade i Catalogue of Life.